# Liste de musées en Allemagne
Pour les autres articles nationaux ou selon les autres juridictions, voir Liste des musées par pays.
Cet article présente une liste de musées en Allemagne classés par État fédéré (land), commune ou ville et le nom du musée. L'Allemagne compte environ 6 250 musées avec un total annuel d'environ 106 millions de visiteurs, plus environ 6 millions de visiteurs dans les salles et les galeries d'exposition muséales[réf. souhaitée].
L'Institut d'études muséales (de) (Institut für Museumsforschung) de Berlin publie annuellement une analyse statistique du nombre de visiteurs visitant les musées de la République fédérale d'Allemagne[réf. souhaitée].
L'ICOM Allemagne est avec ses 4 500 membres, la plus grande organisation de musées en Allemagne et c'est aussi la plus grande adhésion de tout comité national au sein du Conseil international des musées (CIM/ICOM)[réf. souhaitée].

## Bade-Wurtemberg

### Blaubeuren
- Musée de Préhistoire

### Emmendingen
- Musée juif d'Emmendingen

### Fribourg-en-Brisgau
- Musée des Augustins de Fribourg-en-Brisgau
- Museum für Neue Kunst
- Museum für Stadtgeschichte
- Archäologisches Museum Colombischlössle
- Museum Natur und Mensch

### Friedrichshafen
- Musée Zeppelin

### Heidelberg
- Musée du Palatinat de la ville de Heidelberg

### Karlsruhe
- Staatliche Kunsthalle Karlsruhe

### Lörrach
- Musée des Trois Pays

### Mannheim
- Kunsthalle de Mannheim

### Sinsheim
- Musée automobile et technologique de Sinsheim

### Stuttgart
- Kunstmuseum Stuttgart
- Landesmuseum Württemberg
- Musée Daimler de Stuttgart
- Musée Linden
- Musée Mercedes-Benz
- Porsche Museum
- Neue Staatsgalerie
- Staatsgalerie

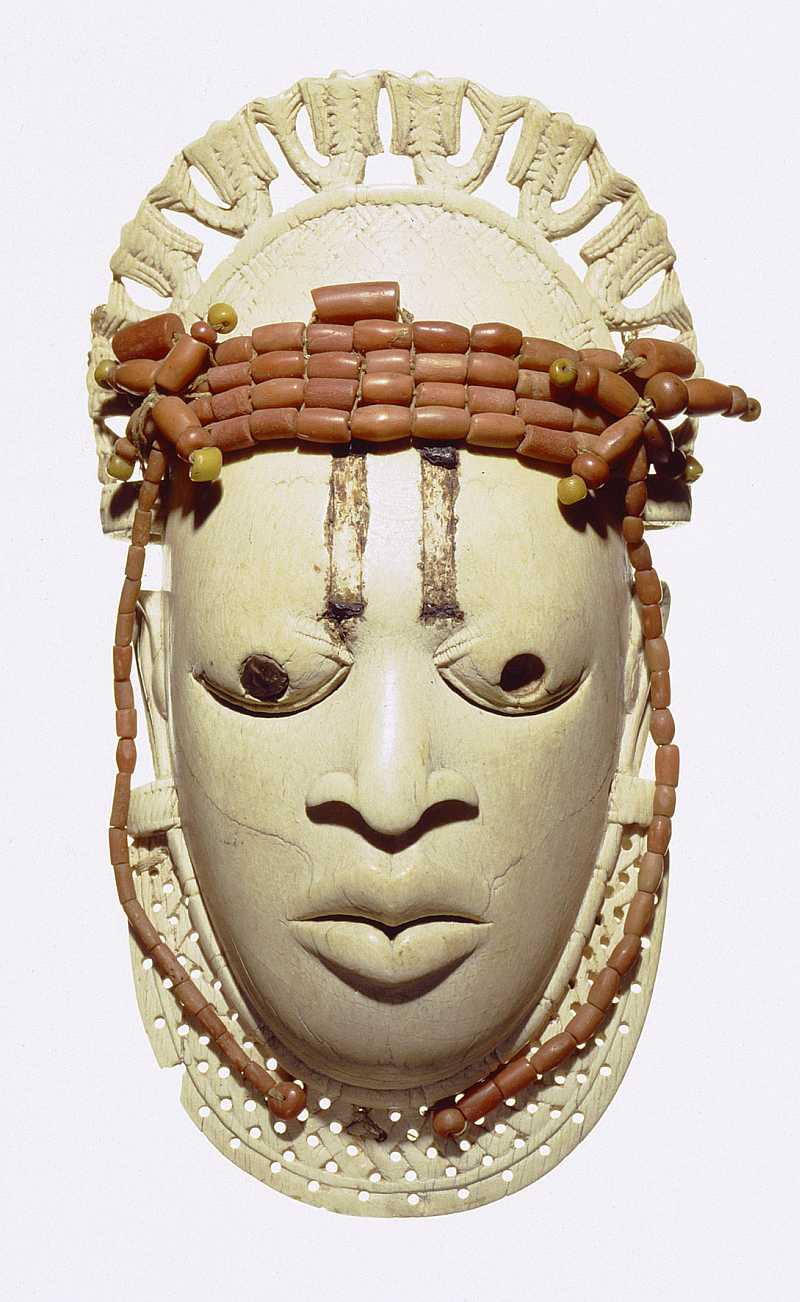
Masque du royaume du Bénin exposé au Musée Linden.

- Musée national d'histoire naturelle de Stuttgart

### Tübingen
- Musée de l'université Eberhard Karl
- Kunsthalle Tübingen

## Basse-Saxe

### Brunswick
- Musée régional du Brunswick
- Gerstäcker-Museum (de)
- Musée Herzog Anton Ulrich

### Hanovre
- Kestner Gesellschaft
- Kestner-Museum
- Sprengel Museum
- Musée Wilhelm-Busch (de)
- Association d'art de Hanovre

### Rotenburg (Wümme)
- Musée juif de Rotenburg

### Wolfsbourg
- Autostadt

## Bavière

### Augsbourg
- Maison Mozart à Augsbourg

### Munich
- Alte Pinakothek
- Neue Pinakothek
- Pinakothek der Moderne
- Lenbachhaus
- Schackgalerie
- Museum Brandhorst
- Glyptothèque
- Collection des Antiquités
- Staatssammlung Ägyptischer Kunst
- Bayerisches Nationalmuseum
- Archäologische Staatssammlung
- Deutsches Museum
- Deutsches Brauereimuseum
- Völkerkundemuseum
- Paläontologische Staatssammlung
- Münchner Stadtmuseum
- Musée de la chasse et de la pêche (Deutsches Jagd- und Fischereimuseum)
- Musée de l'Homme et de la Nature (Museum Mensch und Natur)
- Musée juif de Munich
- Musée national d'ethnologie de Munich (Museum Fünf Kontinente)
- Musée MVG
- Musée de la pomme de terre (Munich)

### Nuremberg
- La maison d'Albrecht Dürer
- Germanisches Nationalmuseum
- Musée des transports de Nuremberg et Musée de la communication de Nuremberg

### Solnhofen
- Bürgermeister-Müller-Museum

### Wurtzbourg
- Martin-von-Wagner-Museum
- Shalom Europa

## Berlin
- Archive Bauhaus
- Bunker de Berlin
- Computerspielemuseum Berlin
- Musée allemand des techniques de Berlin
- DDR Museum
- Forum Humboldt
- Friedrichswerdersche Kirche
- Galerie berlinoise (Berlinische Galerie)
- Galerie du Romantisme
- Île aux Musées
  - Musée de Bode (Bode-Museum)
  - Musée de Pergame (Pergamonmuseum), dont le Musée d'art islamique de Berlin
  - Vieille galerie nationale (Alte Nationalgalerie)
  - Vieux musée (Altes Museum)
  - Neues Museum, dont le Musée égyptien de Berlin (Ägyptisches Museum Berlin) et le Musée de préhistoire et de protohistoire (Museum für Vor- und Frühgeschichte)
- Kulturforum
  - Gemäldegalerie (Galerie de peintures)
  - Nouvelle galerie nationale
  - Kupferstichkabinett (Cabinet des estampes)
  - Musée des arts décoratifs de Berlin
  - Musée des instruments de musique de Berlin (Musikinstrumenten-Museum)
- Kunstgewerbemuseum - Schloss Köpenick
- Martin-Gropius-Bau
- Musée des Alliés
- Musée d'art contemporain (Museum für Gegenwart)
- Musée Berggruen (Museum Berggruen)
- Musée Bröhan (Bröhan-Museum)
- Musée Brücke
- Musées de Dahlem
  - Musée des cultures européennes
  - Musée ethnologique de Berlin (Ethnologisches Museum)
  - Musée d'art asiatique de Berlin
- Musée germano-russe Berlin-Karlshorst
- Musée d'histoire naturelle de Berlin (Museum für Naturkunde Berlin)
- Musée historique allemand (Arsenal de Berlin)
- Musée juif de Berlin (Jüdisches Museum Berlin)
- Musée de la Marche de Brandebourg
- Musée de la photographie (Berlin) (de)
- Museum für Post und Telekommunikation
- Sammlung Berggrün
- The Story of Berlin
- Villa Marlier
- Village-musée de Düppel

## Brandebourg

### Meyenburg
- Château de Meyenburg

### Potsdam
- Musée Barberini
- Musée du film de Potsdam
- Museum Fluxus Plus

## Brême
- Deutsches Schifffahrtsmuseum
- Maison allemande de l'émigration
- Musée Paula Modersohn-Becker

## Hambourg
- Hamburgmuseum
- Kunsthalle
- Miniatur-Wunderland
- Musée de l'érotisme
- Musée des Arts et Métiers de Hambourg (Museum für Kunst und Gewerbe)
- Musée Godeffroy

## Hesse

### Cassel
- Gemäldegalerie Alte Meister
- Ottoneum

### Darmstadt
- Musée régional de la Hesse

### Francfort-sur-le-Main
- Musée Städel
- La Schirn
- Musée des arts appliqués
- Musée de la communication|
- Musée juif de Francfort-sur-le-Main
- Museum of Modern Electronic Music

### Neu-Anspach
- Hessenpark

### Wiesbaden
- Musée de Wiesbaden

## Mecklembourg-Poméranie-Occidentale

### Anklam
- Musée Otto Lilienthal

### Greifswald
- Musée régional de Poméranie

### Rostock
- Kunsthalle Rostock

### Schwerin
- Staatliches Museum Schwerin

## Rhénanie-du-Nord-Westphalie

### Aix-la-Chapelle
- Ludwig Forum für Internationale Kunst
- Musée Couven
- Musée Suermondt-Ludwig
- Trésor de la cathédrale d’Aix-la-Chapelle

### Bielefeld
- Kunsthalle de Bielefeld

### Bonn
- Akademisches Kunstmuseum
- Beethoven-Haus
- Kunstmuseum Bonn
- Musée égyptien de Bonn
- Maison de l'Histoire de la République fédérale d'Allemagne
- Musée Alexander Koenig
- Rheinisches Landesmuseum Bonn

### Cologne
- Deutsches Sport & Olympia Museum
- Musée des arts appliqués
- Musée du chocolat
- Museum Ludwig
- Musée du Parfum
- Musée de Rautenstrauch-Joest
- Musée romain-germanique
- Musée de la ville de Cologne
- Wallraf-Richartz Museum

### Dortmund
- Museum am Ostwall

### Düsseldorf
- Château de Jägerhof
- Kunstsammlung Nordrhein-Westfalen
- Museum Kunstpalast
- Musée de la ville

### Duisbourg
- Museum Küppersmühle

### Essen
- Musée Folkwang
- Villa Hügel

### Euskirchen
- Usine textile Müller

### Hagen
- Musée Karl Ernst Osthaus

### Krefeld
- Haus Lange et Haus Esters
- Kaiser Wilhelm Museum

### Marl
- Skulpturenmuseum Glaskasten

### Mettmann
- Musée de l'Homme de Néandertal

### Mönchengladbach
- Museum Abteiberg

### Montjoie
- Brauerei-Museum Felsenkeller

### Münster
- Château de Vischering
- Musée en plein air Mühlenhof
- Musée d'Art Pablo-Picasso de Münster
- Musée westphalien d'Histoire naturelle
- Musée municipal de Münster

### Neuss
- Clemens-Sels

### Wuppertal
- Musée Von der Heydt

## Rhénanie-Palatinat

### Coblence
- Maison de la mère de Beethoven
- Musée de la vallée moyenne du Rhin
- Musée régional de Coblence

### Fußgönheim
- Deutsches Kartoffelmuseum

### Ludwigshafen
- Musée Wilhelm-Hack

### Mayence
- Musée central romain-germanique
- Musée de la Navigation antique
- Musée du Land
- Musée épiscopal de la Cathédrale et du Diocèse de Mayence
- Musée Gutenberg
- Musée d'histoire naturelle

### Remagen
- Musée d'Art contemporain de Rolandseck

### Spire
- Musée des techniques de Spire

### Trèves
- Karl-Marx-Haus
- Musée rhénan de Trèves

### Worms
- Musée juif (Worms)
- Musée des Nibelungen de Worms

## Sarre

### Sarrebruck
- Musée de la Sarre
- Stadtgalerie Saarbrücken
- Museum für Vor- und Frühgeschichte
- Deutsches Zeitungsmuseum

## Saxe

### Crimmitschau
- Château de Blankenhain

### Dresde
- Collections techniques de Dresde
- Grünes Gewölbe
- Galerie Neue Meister
- Gemäldegalerie Alte Meister
- Kupferstich-Kabinett
- Musée allemand de l'hygiène
- Musée zoologique de Dresde
- Zwinger

### Freital
- Château de Burgk

### Herrnhut
- Musée d'ethnologie de Herrnhut

### Leipzig
- Ancien hôtel de ville de Leipzig
- Forum d'histoire contemporaine Leipzig
- Museum der bildenden Künste
- Musée Grassi d'ethnologie
- Musée d'histoire naturelle de Leipzig
- Musée des instruments de musique de l'université de Leipzig

## Saxe-Anhalt
- Musée du château de Falkenstein, à Falkenstein/Harz
- Château de Neuenburg, à Freyburg
- Ferropolis, à Gräfenhainichen
- Kulturhistorisches Museum, à Magdebourg

### Dessau-Roßlau
- Georgium (Anhaltische Gemäldegalerie)
- Musée des techniques Hugo-Junkers

## Schleswig-Holstein
- Musée viking d'Haithabu à Busdorf
- TheaterFigurenMuseum Lübeck à Lübeck
- Maison Günter Grass à Lübeck

## Thuringe

### Eisenach
- Maison de Luther
- Maison de naissance de Jean-Sébastien Bach

### Erfurt
- Musée de la Synagogue d'Erfurt

### Weimar
- Goethe Nationalmuseum
- Musée Bauhaus